# Индуизм и ЛГБТ
Индуистские взгляды на гомосексуальность и проблемы ЛГБТ (лесбиянок, геев, бисексуалов и трансгендерных людей) в целом разнообразны, и разные индуистские группы имеют к этому разное отношение. Хотя некоторые индуистские тексты содержат предписания против гомосексуальности, в ряде индуистских текстов гомосексуальный опыт изображается как естественный и радостный.

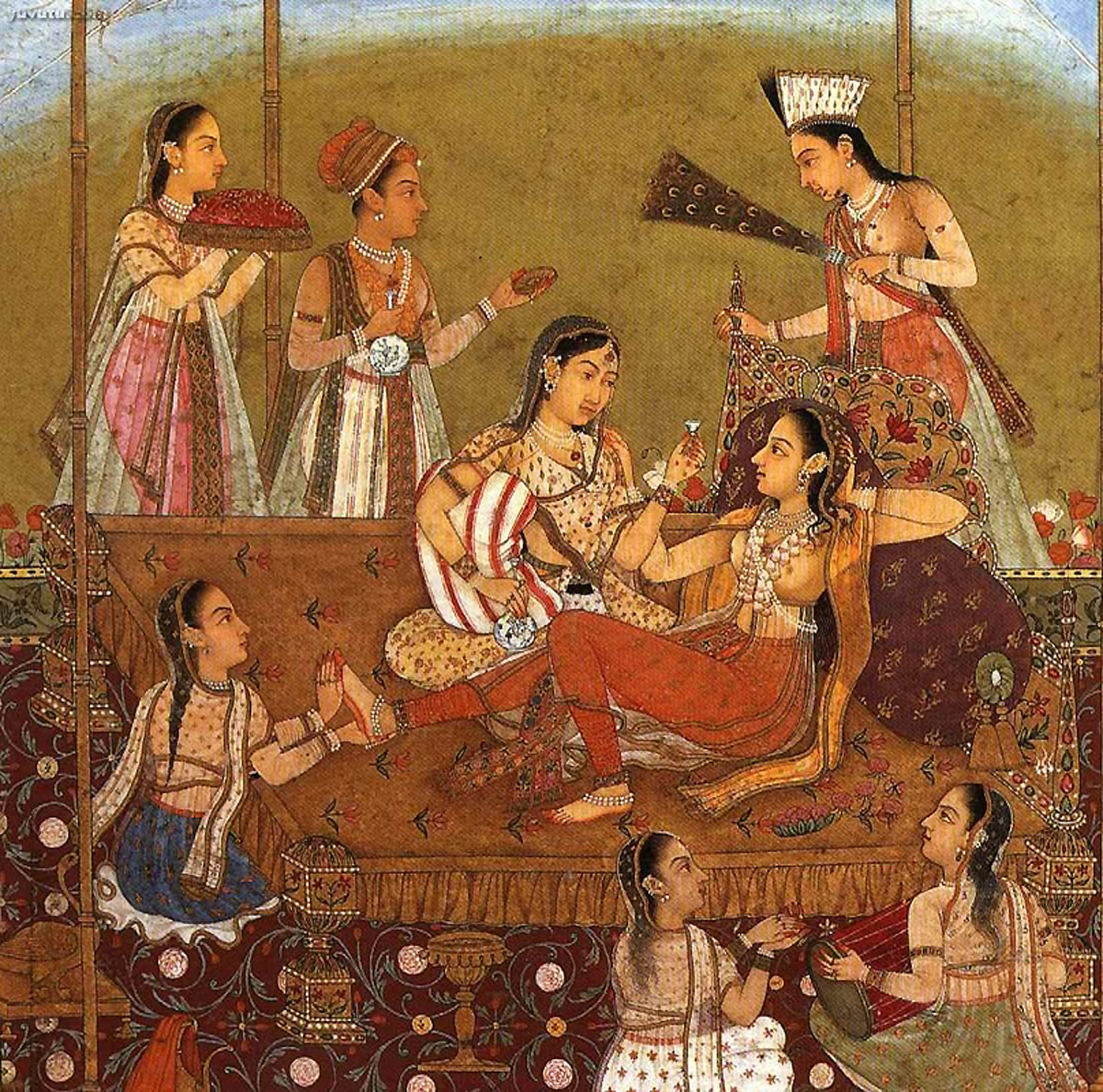
Кама-сутра

## Третий пол
Индуизм чтит два основных традиционных пола — мужской (пумс) и женский (стри), но в то же время он признаёт и третий пол (тритья-пракрити), комбинацию мужской и женской природ (пракрити). В работе индийского лингвиста Патанджали по санскритской грамматике «Махабхашья» (около 200 г. до н. э.) утверждается, что три грамматических рода санскрита происходят от трех естественных родов. Самая ранняя тамильская грамматика Толкаппиям (III век до н. э.) относится к гермафродитам как к третьему «среднему» полу (в дополнение к женской категории немаскулинных мужчин). В Пуранах упоминаются три вида дэвов музыки и танца: апсары (женщины), гандхарвы (мужчины) и киннары (средние). В Ведической астрологии девять планет относятся к одному из трех полов; третий пол, тритья-пракрити ассоциируется с Меркурием, Сатурном и (в частности) Кету, что указывало на интеллектуальные способности, мастерство в искусствах и науках, жизни без семьи и на способности к ясновидению.
Две великие санскритские эпические поэмы — «Рамаяна» и «Махабхарата» упоминают о людях третьего пола в древнеиндийском обществе. Некоторые версии «Рамаяны» рассказывают, что в одной из частей этой истории герой Рама отправляется в изгнание в лес. На полпути он обнаруживает, что большинство жителей его родного города Айодхья следовали за ним. Он сказал им: «мужчины и женщины, поверните назад», и с этими словами те, кто не были «ни мужчинами, ни женщинами», не знали, что делать, поэтому они остались там. Когда много лет спустя Рама вернулся из изгнания, он обнаружил их все еще там, был тронут и благословил их.
Людей третьего пола относили также к многочисленной социальной категории, известной как «нейтральный гендер». Его представители известны под именем напумсака или «те, которые не участвуют в продолжении рода». Есть пять разных типов людей напумсака: дети; престарелые; импотенты; те, кто соблюдают целибат; люди третьего пола. Согласно всем ведическим астрологическим текстам, эти пять видов людей относятся к нейтральному полу; основанием этому является их неспособность продолжать род.

## Типы третьего пола
В писаниях индуизма достаточно много говорится о гомосексуальном поведении в отношениях как среди различных представителей третьего пола, не имеющих влечения к противоположному полу ввиду своей гомосексуальной природы, так и среди гетеросексуальных людей из различных каст индуистского общества. Несколько индуистских текстов описывают людей с гомосексуальной природой. Среди них выделяются три — «Камасутра», «Нарада-смрити» и «Сушрута-самхита». Камасутра, обсуждая оральный секс между мужчинами и описывая такие практики подробно, использует термин тритья-пракрити (третий пол или третья природа), включающий в свою категорию гомосексуальных людей (клиба и свайрини). Данное писание делит клиба (геев) на два типа: мужчин с женственной внешностью и поведением, и мужчин с мужеподобной внешностью: с бородами, усами, мускулистым телосложением, и т. д.
Джайямангала приравнивает термин тритья-пракрити к напумса (импотент), а «Чарака-самхита» приводит восемь типов напумса, один из которых самскаравахи — «возбуждающийся на основе впечатлений из прошлой жизни». Чакрапани Датта приравнивает самскаравахи к гомосексуальному клиба, описанному Сушрутой. «Нарада-смрити» в своем списке, состоящим из четырнадцати разных типов панда (мужчин, которые не имеют влечения к женщинам), упоминает о мукхебхага — «занимающийся оральным сексом с другими мужчинами», севьяка — «тот, которым сексуально нравятся другие мужчины» и иршьяка — «наблюдающий, как другие мужчины занимаются сексом». Все эти три типа объявляются «неизлечимыми» и им запрещено жениться на женщинах. Сушрута-самхита тоже приводит пять типов людей, которые не имеют влечения к женщинам и известны как клиба: асекья — «глотающий семя других мужчин», саугандхика — «нюхающий гениталии или феромоны других мужчин», кумбхика — «принимающий пассивную роль в анальном сексе», иршьяка -«вуайерист» и шандха — «имеющий качества и поведение женщины». Сушрута говорит, что первые четыре типа клиба имеют семя и мужские качества, тогда как пятый (шандха) полностью лишен их. Кроме того, четверо первых возбуждаются только в процессе «сосания гениталий других мужчин и глотания их семени».
Далее Камасутра описывает свайрини (независимую женщину), которая вступает в активное занятие любовью с другими женщинами. Женщины лесбиянки, которые либо мужеподобны, либо по разным причинам не имеющие влечения к мужчинам, упоминаются под терминами настрийя, стрипумса, шандхи, и т. д.
Камасутра упоминает и о бисексуальности, которая считалась скорее разнообразием для мужчин и женщин, которые были к этому расположены, но не относилась к категории третьего пола. Так как бисексуалы принимали участие в акте деторождения, у них не было природы напумсака, присущей третьему полу и другим гендерно нейтральным людям. Слово на санскрите ками указывает на то, что такие люди особенно любили заниматься любовью, проявляя это пристрастие разными способами. Понятие ками включает людей, которых привлекают одновременно и мужчины и женщины, или которые участвуют в гомосексуальности по другим причинам, не связанным с естественным влечением. Те, которые периодически переключаются от гетеросексуальности к гомосексуальности и наоборот, иногда зовутся на санскрите пакша. Бисексуалы, как правило, были приняты в обычное гетеросексуальное общество, но также часто считались частью сообщества третьего пола.
В главе Чарака-Самхита (4.2), посвященной эмбриональному развитию и необычным рождениям человека перечислены 8 типов напумса: двиретас (dviretas), паванендрия (pavanendriya), самскаравахи (samskaravahi), нарашандха (narashandha), наришандха (narishandha), вакри (vakri), иршьябхирати (irshyabhirati), ватика (vatika). В разделе Сушрута-самхита (3.2), посвященной зачатию потомства, перечислены 5 типов клиба: асекья (asekya), саугандхика (saugandhika), кумбхика (kumbhika), иршьяка (irshyaka), шандха (shandha). В писаниях Нарада-смрити, Смрити-Ратнавали, а также других санскритских текстах говорится о 20 типах шандха: нисарга (nisarga), баддха (baddha), пакша (paksha), килака (kilaka), сапади (sapadi), стабдха (stabdha), иршьяка (irshyaka), севьяка (sevyaka), аксипта (aksipta), могхабия (moghabija), салина (salina), аньяпати (anyapati), мукхебхага (mukhebhaga), ватаретас (vataretas), кумбхика (kumbhika), панда (panda), наста (nasta), саугандхика (saugandhika) и тд.
В двенадцатой главе Нарада-смрити (12.14-18), озаглавленной «Союз женщин и мужчин», указаны 14 типов панда, — мужчин, подходящих и не подходящих для брака: нисарга (nisarga), вадхри (vadhri), абхисапад-гурох (abhisapad-guroh), рогат (rogat), дэва-кродхат (deva-krodhat), салина (salina), (аньяпати) anyapati и другие. О женщинах третьего пола в ведической литературе упоминается реже. Тем не менее, 10 типов настрия можно найти в различных санскритских текстах: сваирини (svairini), камини (kamini), стрипумса (stripumsa), шандхи (shandhi), наришандха (narishandha), варта (varta), сучивактра или сучимукхи (sucivaktra or sucimukhi), вандхья (vandhya), могхапуспа (moghapuspa), путрагхни (putraghni).

## Причины рождения
Сушрута и Чарака-Самхиты дают сложные объяснения ряда причин рождения человека третьего пола. К таким причинам относятся: самскара, кама, сукама, викарма, пауруша, доша, пракрити, дайва, а также митхуна-видхи и шукра-бала, означающие, что пол живого организма определяется во время зачатия: если в момент зачатия преобладают мужские половые флюиды (сукра), то ребёнок будет мальчиком, а если женские (сонита), то ребёнок будет девочкой. Если же количество флюидов обоих полов равно, то родятся либо близнецы мальчик и девочка, либо ребёнок третьего пола. И «Сушрута-самхита» и «Чарака-самхита» говорят, что гомосексуальный асекья зачинается, когда семя отца находится в недостаточном количестве, а шандха зачинается, когда отец и мать меняются ролями во время совокупления (пурушайита или «женщина сверху»). Ещё несколько подобных примеров приводятся, когда речь идет о других типах клиба. Оба текста утверждают, что все три природы — мужская, женская и третий пол, определяются в момент зачатия и развиваются в матке до окончания второго месяца беременности. По окончании этого срока основную половую природу или пракрити живого существа уже нельзя изменить.

## Социальные роли
Древняя индийская или ведическая культура принимала естество представителей третьего пола таким, каковым оно являлось и включала их в общество в соответствии с их естеством. Такие индуистские тексты как «Камасутра», «Махабхарата», «Артхашастра» и другие упоминают мужчин третьего пола работающих домашними слугами, посредниками в делах между мужчинами и женщинами, цирюльниками, массажистами, флористами и проститутками. Лесбиянки упомянуты как умелые вайшья (деловые женщины), обеспечены военными охранниками, домашними слугами и куртизанками, а трансгендерные люди (шандха) описываются как люди особенно талантливые в женских сферах, таких как игра на музыкальных инструментах и танцы. В индуизме верили, что у людей третьего гендера были особые способности, которые позволяли им благословлять или проклинать других людей. Это традиционное убеждение все еще присутствует в современной Индии.
«Камасутра» также упоминает гомосексуальные браки, основанные на «сильной привязанности и полной вере друг в друга». Согласно ведической системе, существовало восемь разных видов брака. Гомосексуальные браки, которые происходили между геями или лесбиянками были классифицированы как гандхарва или как небесная разновидность. Этот тип брака не был рекомендован для членов сообщества брахманов, но был очень распространен среди гетеросексуальных мужчин и женщин, принадлежащих к другим кастам. Брак гандхарва определялся как союз любви и сожительство, он признавался общим законом, но такому браку не нужно было родительское согласие или религиозная церемония. В Джайямангале, важных комментариях Камасутры XII века, сказано: «Граждане с такими (гомосексуальными) склонностями, которые отказываются от женщин и могут жить без них добровольно, потому что они любят друг друга, женятся друг на друге, связанные глубокою и доверительною дружбой».

## Стандарты поведения и запреты

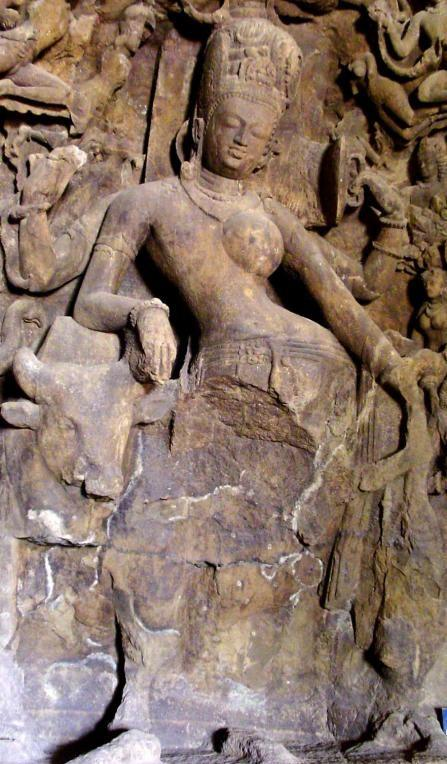
Ардханари или Ардханаришвара — андрогинное индуистское божество

В ведийском обществе для разных каст людям были предписаны разные стандарты поведения, в том числе и полового. Например, классу священников должно было следовать высоким стандартам поведения. На купцов и фермеров смотрели более снисходительно, а на обычных рабочих и ремесленников, которые составляли более половины всего населения, и того снисходительнее.
Хотя в индуистских писаниях нет закона, который прямым образом наказывал за гомосексуальное поведение среди мужчин и женщин третьего пола (напумса, клиба и т. д.), гомосексуальность среди обычных, дваждырожденных мужчин (пумс) и молодых незамужних женщин (канья) определён, как небольшое нарушение, которому предписаны разные виды искупления. Гомосексуальное поведение среди клиба, непосвященных мужчин, а также среди взрослых женщин не определено, как наказуемое нарушение в традиционном индуизме, потому что такие действия считались довольно безвредными и не поощрялись только в касте брахманов, которая придерживалась более высоких стандартов поведения. Однополые отношения между дваждырожденными мужчинами (двиджами или посвящёнными) исправляются ритуальным омовением или уплатой небольшого штрафа. Если нарушение не искуплено, это чревато исключением из касты или потерей статуса дваждырожденного.
В брахманской культуре секс вийони и айони запрещается. Вийони относится к связи с «непристойной вагиной» (имеются в виду связи с проститутками, женщинами низшего класса, связь вне брака, соитие с животными и т. д.), а айони относится к невагинальному сексу — мастурбации, использовании рта или ануса вместо вагины, и т. д. Такие действия считаются несовершенной формой выражения страсти, или страстью с невежеством, а брахманы должны были культивировать высшую форму добродетели, что предполагало иметь половое сношение, основываясь на религиозных принципах, в рамках брака, для продолжения рода и т.д. Нарада-пурана отмечает, что мужчины, которые совокупляются вне чрева (айони), в следующей жизни рождаются бесполыми, после страданий в аду. Смысл состоит в том, что у гетеросексуальных мужчин (пумс, пуруса) есть предписанный долг в жизни — жениться на женщине и произвести потомство, поэтому любое пренебрежение этого долга грешно. Однако это не является долгом мужчин третьего пола (напумс), потому что у них от природы отсутствует влечение к женщинам и от них не ждут потомства. Нарада-смрити (12.15) особенно отмечает, что гомосексуальные мужчины «неизлечимы» и не должны жениться на женщинах. Продолжение рода не являлось их предписанной обязанностью или «дхармой» в соответствии с ведическим правом.
В Дхармашастрах Ману есть две статьи закона о растлении молодых незамужних девочек (от 8 до 12 лет), но эти пункты предполагают наказание за растление, а не за однополые отношения на добровольной основе. В Артхашастре даны сравнительно незначительные штрафы в качестве наказания за гомосексуальные акты, совершенные дваждырожденными (представители высших каст) мужчинами, или с участием молодых, незамужних девочек. Штрафы для мужчин примерно в четыре раза превышают штрафы для женщин или девочек. Гетеросексуальные преступления, такие как прелюбодеяние и осквернение женщин, наказывались в Дхармашастрах весьма строго, обычно телесными наказаниями или смертной казнью.
Другие темы, упомянутые в Дхармашастрах касательно людей третьего пола, включают в себя следующее: отстранение от поклонения предкам и подношений (шраддха), лишение семейного наследства (кроме случаев, когда у этих людей было потомство), а также рекомендации что таким людям, так же как и женщинам, нужно избегать подношения еды к ритуальному огню, и что ритуальные священнослужители (смарта-брахманы) не должны принимать таких подношений. Большинство этих запретов основаны на том, что люди третьего пола не могут ублажить своих предков и родовых богов рождением потомства и поэтому воспринимались, как отшельники. Жертвы огню и другие ритуальные церемонии в большинстве своем направлены на домашнее хозяйство, а не на отшельников или людей нейтрального пола.
Некоторые статьи в древней индуистской юридической литературе защищают гомосексуалов и других людей третьего гендера от насилия общества. Например, в «Нарада-смрити» сказано, что на людей третьего пола никогда не должны налагать штрафы, а «Артхашастра» предписывает родителям таких людей полностью обеспечить их в основных потребностях (в еде, одежде и т. д.). В случаях, когда у таких людей нет родственников, за это несет ответственность правитель. Артхашастра также говорит, что очернять или прилюдно осмеивать любого мужчину или любую женщину третьего гендера является преступлением и это наказывается разными небольшими штрафами.

## Вопрос семантики

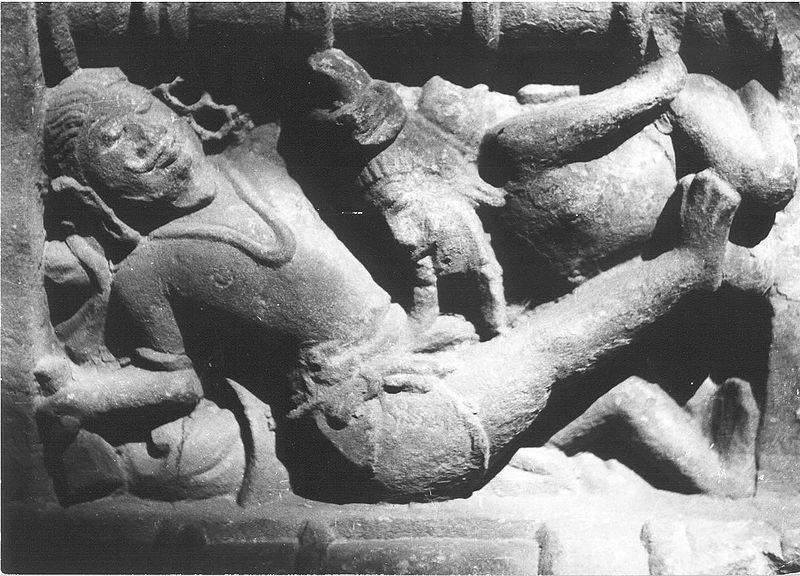
Храм Лакшмана в Кхаджурахо

На современное отношение индийцев к гомосексуальности оказали влияние индуизм, пуританские традиции британского общества эпохи колониализма и ислам, который был доминирующей силой в Северной Индии более 600 лет, с XI до XVII века нашей эры. Во времена средневекового ислама гомосексуальное поведение публично отрицалось. В этот период была введена практика кастрации домашних слуг и рабов, распространенная среди мужчин. И даже сегодня самое известное слово для обозначения евнуха, хиджра — арабский термин, относящийся к иммигрантам из южной Азии. В традиционном индуизме женственные мужчин третьего пола (шандха) одевались, как женщины и привязывали свои гениталии к паху, используя каупину (нижнее белье), но не применяли кастрацию. Эта традиционная система все ещё превалирует в Южной Индии. Во время прихода британцев в Индию, мусульманская практика кастрации мужчин все ещё была очень распространена и поэтому британские ученые неверно перевели такие термины, как клиба, шандха, напумса, и др., используя простое слово «евнух». Даже сейчас терминология, относящаяся к третьему полу в переводах с санскрита на английский обычно сводится к архаичному слову «евнух», хотя это и ошибочно.
Нет ни одного письменного свидетельства о том, что в древней Индии была система кастрации мужчин. Кастрация среди слуг и рабов появилась в северной Индии в Средние века, вместе с приходом иностранных исламских правителей, где-то около XI и XII века нашей эры. Но даже тогда этой практике подвергались только гомосексуальные мужчины. Английское слово «евнух» или «кастрированный мужчина» по происхождению греческое и в Средние века оно широко использовалось по отношению как к гомосексуалистам, так и к кастрированным мужчинам. Когда же термин «гомосексуалист» впервые был введен при появлении современной психиатрии в конце XIX века, британские писатели продолжили ссылаться к слову «евнух», которое считалось более приличным согласно викторианским стандартам. Итак, это слово использовали условно для описания как гомосексуалистов, так и кастрированных мужчин во всем мире, начиная от Греции, Персии, Индии, Китая, Полинезии, и т. д. В XIX веке, когда Великобритания была крупной мировой силой, подчинившей себе Индию, гомосексуальность считалась таким большим грехом, что его даже не упоминали, не говоря уже о каких-либо дискуссиях на эту тему. Результатом этого было использование расплывчатых и неподходящих терминов при описании гомосексуалистов, таких как евнух, бесполый, импотент, асексуальный, гермафродит, и т. д. В то время как все эти разные типы людей в какой-то мере существуют и являются включенными в категорию третьего пола, они едва ли составляют всю её массу. Слова, используемые в санскрите для обозначения геев и лесбиянок, были переведены неверно с целью обойти гомосексуальную тематику и распространить пуританские этические стандарты на ведическую литературу, в которой их изначально не существовало. Этому есть множество примеров, один из наиболее распространенных — слово на санскрите напумсака (буквально «не мужчина»), которое обычно относилось к мужчине, не испытывающему влечения к женщинам, а следовательно, не продолжающим род. И хотя технически это могло включать больных, престарелых, или кастрированных мужчин, в большинстве случаев это слово относилось к геям или гомосексуальным мужчинам, что следует из контекста и из поведения описываемых персонажей. Другие слова на санскрите относящиеся к людям третьего пола включают шандха (мужчина, который ведет себя как женщина), клиба или панда (отсутствие влечения к женщинам). Эти термины взаимозаменяемы, потому как большинство санскритских терминов имеют несколько разных значений. Несмотря на это, они явно используются при описании гомосексуалистов и других типов людей третьего пола в ведических текстах. Не верно предполагать, что такие слова на санскрите как напумсака, шандха и клиба относятся исключительно к кастрированным мужчинам или бесполым, особенно ввиду того, что кастрация не была систематической практикой в древней Индии.
Другой хороший пример неточного перевода — слово на санскрите, относящееся к лесбиянкам или свайрини. Хотя буквальное значение этого термина — «независимая женщина», ранние британские ученые повсеместно неверно переводили его как «испорченная женщина». Когда же упоминался майтхунам пумси или просто «половой союз между мужчинами», так называемые ученые выбрали толкование «противоестественное преступление с мужчиной». Такие неправильные толкования только создавали путаницу и способствовали скрытию подтверждения, что геи и лесбиянки в ведической литературе были, и что эти люди были однозначно признаны и определены в Камашастре.

## Религиозное искусство

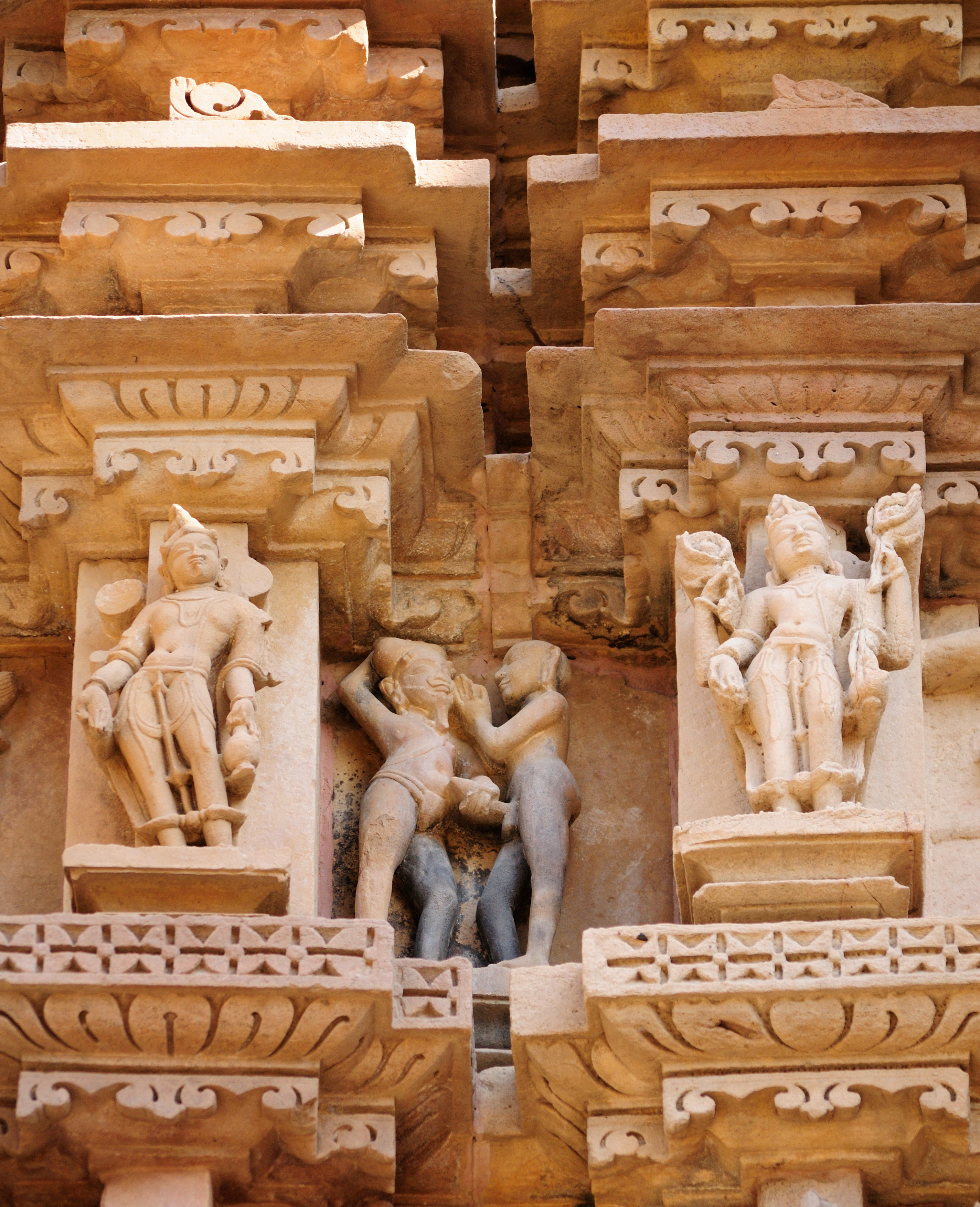
Сцена Кхаджурахо, где один мужчина тянется к эрегированному пенису другого

Средневековые индуистские храмы, такие как храмы в Кхаджурахо, изображают половые акты в скульптурах на внешних стенах. Некоторые из этих сцен связаны с однополой сексуальностью:
- Скульптура в храме Кандарья-Махадева в Кхаджурахо изображает мужчину, тянущегося к эрегированному пенису другого человека.
- Оргиастическая группа из трех женщин и одного мужчины, на южной стене храма Кандарья-Махадева в Кхаджурахо. Одна из женщин ласкает другую.
- В храме Лакшмана в Кхаджурахо (954 г. н. э.) мужчина получает фелляцию от сидящего мужчины как часть оргиастической сцены.
- В храме Раджарани в Бхубанешваре, Одиша, датируемом 10-м или 11-м веком, скульптура изображает двух женщин, занимающихся оральным сексом.
- Храм Шивы 12-го века в Багали, штат Карнатака, изображает сцену очевидного орального секса между двумя мужчинами на скульптуре под шихарой .
- В Падхавли близ Гвалиора разрушенный храм 10-го века показывает мужчину в оргиастической группе, получающего фелляцию от другого мужчины.
- Скульптура из песчаника 11-го века в натуральную величину из Одиши, ныне находящаяся в Художественном музее Сиэтла, изображает Каму, бога любви, стреляющего стрелой с цветочным наконечником в двух женщин, которые обнимают друг друга.

## ЛГБТ и законы
До недавнего времени гомосексуальность в Индии была вне закона и каралась тюремным заключением до 10 лет. Британцы в Индии за гомосексуальность наказывали: сначала подвешиванием, а потом и смертным приговором, включив его в 377 раздел в Индийский Уголовный кодекс в 1860 году. Также они построили учебные заведения и колледжи по всему субконтиненту, которые внушали прогрессивно мыслящему местному населению свою точку зрения по отношению к известным или подозреваемым «содомитам». Отношение к гомосексуальному поведению в девятнадцатом веке было как к чему-то «неестественному», «извращенному», «демоническому», «шокирующему», как к «психическому заболеванию», к «выбранному пороку», «возрастающей современной угрозе», и так далее. Все эти христианские идеи, не были подкрепленны никакими традиционными индуистскими догмами или писаниями.
Британцы также провозгласили уголовным преступлением переодевание в одежду противоположного пола, кастрацию, и собирание милостыни, обозначив это в Законе о преступных племенах 1871 года. Это явилось попыткой уничтожить хиджры и секты третьего пола, которые были распространены во всей Индии. Этот жестокий запретительный закон оставил прочный след в сознании современных индусов.
В 1990-х, «ЛГБТИ Индийцы и Индусы» начали публичный диалог в индийском обществе, открыто ставя под вопрос плохое к ним отношение и требуя равных прав и инклюзии. Первопроходцы, такие как Ашок Роу Кави, основатель первого в Индии журнала для геев «Bombay Dost», открыто заявляют о своей гомосексуальности и о своей приверженности индуизму. Так начался длинный процесс просвещения индусов на тему их толерантного прошлого по отношению к гомосексуальности и третьему полу.
В 1999 году в Калькутте состоялся первый маленький марш Гей-прайда. Вскоре за ним последовали и другие, возрастающие по силе и количеству. В 2001 году была основана Ассоциация вайшнавов-геев и -лесбиянок, чтобы обеспечивать позитивной информацией и поддержкой верных индуистов-ЛГБТИ по всему миру.
4 июля 2011 года на конференции, посвященной борьбе со СПИДом в Дели, министр здравоохранения Индии Гулям Наби Азад назвал гомосексуальность болезнью, в которой «нет абсолютно ничего естественного» и которая «быстро распространяется» в Индии. «Несмотря на то, что гомосексуализм является противоестественным, он существует в нашей стране и быстро распространяется, затрудняя выявление его», — заявил министр.
Верховный суд Дели отменил индийские законы, направленные против гомосексуальности (Статью 377) в 2009 году, но они были восстановлены Верховным судом в 2013 по петиции разных антигомосексуальных организаций христиан, мусульман и индусов.
В 2014 году Верховный суд Индии предоставил юридическое признание и равные конституционные права всем личностям, идентифицируемым как «третий гендер». Судьями были отмечены исторические традиции Индии о недискриминации таких людей, и это даже поставило вопрос о совместимости 377 статьи и прав сексуальных меньшинств, таких как гомосексуалисты.
6 сентября 2018 года Верховный суд Индии отменил 377 статью Уголовного кодекса, карающую за однополые отношения. Такое решение единогласно поддержали все пятеро присяжных суда.